# Pietro Ceccarelli
Pour les articles homonymes, voir Pietro Ceccarelli (homonymie).

a Compétitions nationales et continentales officielles uniquement.

b Matchs officiels uniquement.
Dernière mise à jour le 14 novembre 2022.
Pietro Ceccarelli, né le 16 février 1992 à Rome (Italie), est un joueur de rugby à XV international italien. Il joue au poste de pilier droit avec le CA Brive, puis depuis 2023, à l'USAP / Perpignan en Top 14.

## Biographie
Né d'un père italien et d'une mère française, il commence le rugby à la lazio di roma rugby.
Il participe au Tournoi des Six Nations en 2016 et 2017.
En 2017, il rejoint l'US Oyonnax pour deux saisons.
Dans le cadre du Tournoi des Six Nations 2020, il est rappelé dans le groupe de préparation de 35 joueurs,.
En février 2020, il paraphe un contrat de deux ans avec le CA Brive à compter de la saison à venir.
Pour cette rencontre de la tournée d'automne 2021, Pietro Ceccarelli effectue (enfin) une feuille de match et débute sur le banc face au All Blacks.
Le 25 décembre 2021, il prolonge avec le CA Brive jusqu'en 2025 à la suite de bon résultat.
En mai 2023, il est sélectionné avec l'Italie dans un groupe de 46 joueurs pour préparer la Coupe du monde 2023.
En janvier 2024, il est convoqué pour le Tournoi des Six Nations.

## Statistiques en équipe nationale
Il a honoré sa première cape internationale en équipe d'Italie le 12 mars 2016 par une défaite 58-15 contre l'Irlande.
- 9 sélections en équipe d'Italie depuis 2016
- Sélections par années: 5 en 2016, 4 en 2017
- Tournoi des Six Nations disputés: 2016, 2017